# Himbeergeist

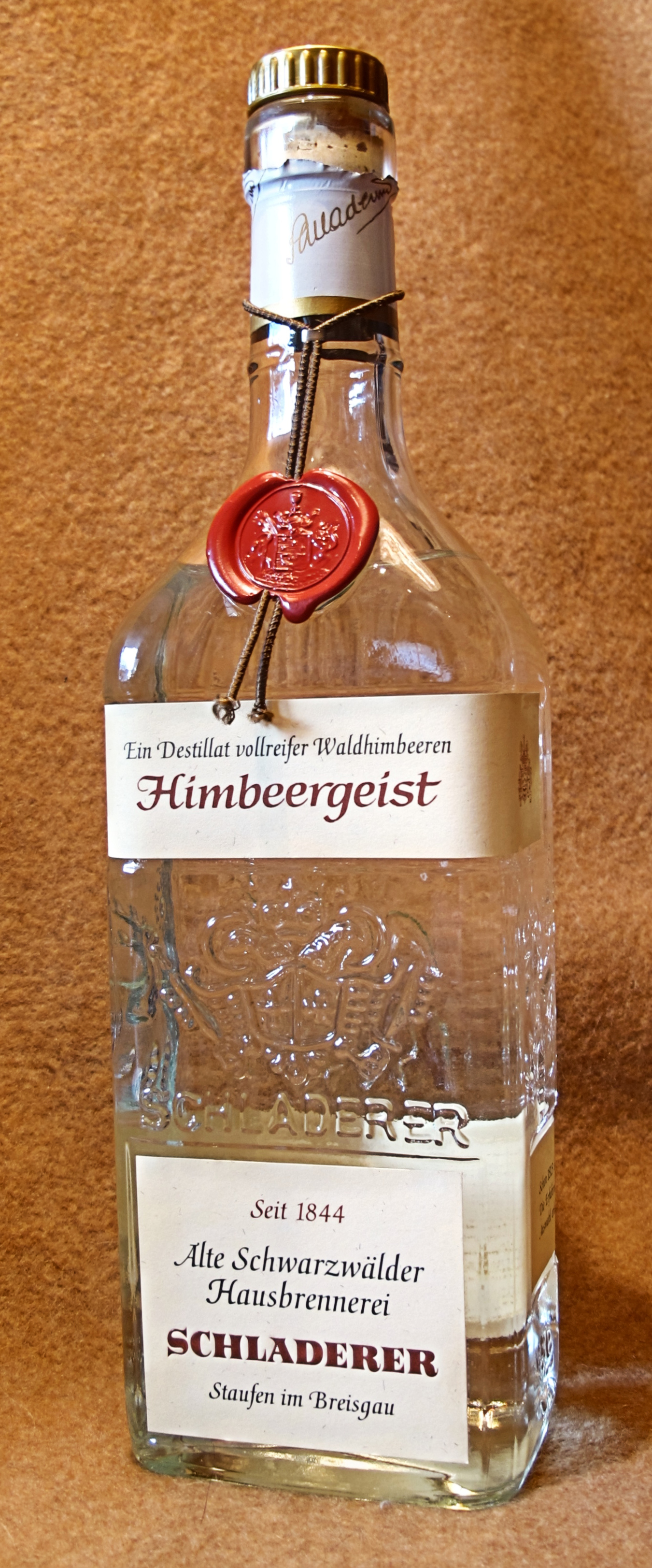
Una bottiglia d'Himbeergeist

L'Himbeergeist è un distillato di lamponi di origine tedesca. È una specialità della Foresta Nera la cui produzione è regolata da un consorzio. Si presenta incolore con gradazione alcolica intorno al 40%; l'invecchiamento ne esalta le caratteristiche.

## Degustazione
Il liquore va degustato freddissimo in appositi bicchierini.